# Mélinoé
Mélinoé (en grec ancien : Μηλινόη / Mēlinóē) est une divinité mineure de l'orphisme. C’est la déesse des fantômes et des cauchemars.
Selon l’Hymne orphique qui lui est consacré, elle est la fille de Zeus et Perséphone, que le dieu aurait possédée après avoir pris l'apparence de l'époux légitime de cette dernière, Hadès, qui se trouve être le frère de Zeus. De fait, elle naquit avec un corps double, moitié blanc, moitié noir, aussi Mélinoé était-elle considérée comme une divinité à la fois ouranienne et chtonienne. Selon Hésiode cependant, elle serait la deuxième fille du dieu Hadès (sœur de Macaria, déesse de la mort tranquille). En tant que déesse infernale, elle se rapproche d'Hécate, d'Empousa et surtout des Euménides, qu'Orphée appelle également filles de Perséphone.
Outre l’Hymne orphique, Mélinoé est également citée par une table magique de Pergame remontant au troisième siècle avant Jésus-Christ.

## Représentations dans la fiction
Mélinoé est la protagoniste du jeu vidéo Hades II développé par Supergiant Games et sorti en accès anticipé le 6 mai 2024,,,. Elle est la fille d'Hadès et de Perséphone, et la soeur de Zagreus, protagoniste du premier jeu Hades.
Mélinoé est un personnage représenté dans le webtoon Lore Olympus, où elle est l'enfant de Hadès et Perséphone. Elle serait née du feu de Hadès et du pouvoir de fertilité de Perséphone. Elle a été exploitée par Chronos pour emprisonner son père.
Mélinoé apparait dans la saison 2 épisode 2 de Blood of Zeus. Appelée Méli par sa mère, elle reproche à Hadès, son père, de ne pas être assez puissant pour éviter le départ de Perséphone vers l'Olympe.